# Swinfen Hall
O Swinfen Hall é um palácio rural inglês do século XVIII, agora convertido num hotel, localizado em Swinfen, próximo de Lichfield, no Staffordshire. É um listed building classificado com o Grau II*.

## História
O palácio foi construído em 1757 por Samuel Swinfen, segundo um desenho do arquitecto Benjamin Wyatt (pai de James Wyatt) e permaneceu como residência das famílias Swinfen e Swinfen Broun por quase duzentos anos. Patience Swinfen, a nora viúva e herdeira dum outro Samuel Swinfen (falecido em 1854), esteve envolvida num famoso caso legal relacionado com o seu testamento.
O edifício foi ampliado e melhorado no início do século XX pelo Coronel Michael Swinfen Broun. Aquando da sua morte, em 1948, a propriedade foi doada à Igreja e à Cidade de Lichfield. A maior parte da terra foi vendida. O palácio manteve-se desocupado por muitos anos até que foi adquirido em 1987 pelo presente proprietário e convertido num hotel.